# Weidmannsgesees
Weidmannsgesees ist ein Gemeindeteil der Stadt Pottenstein im Landkreis Bayreuth (Oberfranken, Bayern). Weidmannsgesees liegt in der Gemarkung Haßlach.

## Geographie und Verkehrsanbindung
Das Dorf Weidmannsgesees liegt 2 km nordwestlich von Pottenstein an der Kreisstraße BT 26. Etwa 500 m südlich des Ortes verläuft die Bundesstraße 470. Parallel dazu fließt die Püttlach, ein linker Nebenfluss der Wiesent. Neben dieser liegt an einem Weiher ein Campingplatz.

## Geschichte
Der Ort wurde 1307 anlässlich einer Belehnung als „Weitmansgesezze“ erstmals schriftlich erwähnt. Der Ortsname bedeutet Sitz des Witmann. 1829 lebten 52 Einwohner in acht Häusern, zusätzlich gab es ein Gemeindehirtenhaus.
Der Gemeindeteil der ehemaligen Gemeinde Haßlach wurde im Zuge der Gemeindegebietsreform zusammen mit seinem Hauptort am 1. Januar 1972 nach Pottenstein eingegliedert.